# دمستان
دمستان هي قرية بحرينية من أكبر قرى مملكة البحرين تابعة للمحافظة الشمالية وتقع في المنطقة الغربية ويطل عليها بحر الخليج من جهة الغرب ومدينة حمد من جهة الشرق وكرزكان من جهة الجنوب وبوري والهملة من جهة الشمال. ويبلغ عد سكان سكانها 13 ألف نسمة بحسب إحصائية عام 2006 التابعة للجهاز المركزي للإحصاء.
وأطلق عليها دمستان منذ الزمن الفارسي ويعني بالعربية أرض الذنب (دُم بالفارسية). وتشتهر دمستان بمسجد أبو رمانة ومأتم الفقيه العالم الشيخ حسن الدمستاني ويوجد فيها الكثير من المساجد والمآتم الأخرى كما يوجد بها مدرسة واحدة وهي مدرسة بلقيس.

## قيد الإنشاء
من مرافقها الإسكانية:
1/ في العام 1983، تم إنشاء إسكان «دمستان» القديم المرحلة الأولى
2/ في العام 2001، تم إنشاء إسكان «دمستان» الجديد المرحلة الثانية.
3/ في عام 2009 سينشئ إسكان جديد شرق بيوت الإسكان الجديدة المرحلة الثالثة والأخيرة.

## من مؤسساتها
- صندوق دمستان الخيري.
- مركز دمستان الثقافي والرياضي.
- لجنة الشباب الرسالي.
- اللجنة الأهلية.
- منتدى أهل البيت الثقافي والاجتماعي.
- مركز أبو رمانة الإسلامي.

## مساجدها
- مسجد الشيخ محمد أبو رمانة وهو معلم من معالم قرية دمستان ويقع غرب القرية بالقرب من البساتين والبحر.
- مسجد الإمام الرضا شمال القرية «حي الرضا».
- مسجد الروضة قيد الإنشاء.
- مسجد الإمام المنتظر.
- مسجد الشيخ إبراهيم الوسطي". تم هدمه وإعادة بنائه.
- مسجد الإمام الحسين المعروف بمسجد العالم.
- مسجد إسكان دمستان، المعروف بمسجد الإمام الجواد
- مسجد الوقع جنوب مدرسة بلقيس.

## روابط خارجية
قرية دمستان - مملكة البحرين